# Норвезький ліс (фільм)
«Норвезький ліс» (яп. ノルウェイの森, Норувей но морі) — японська драма режисера Чан Ань Хунга, екранізація однойменного роману Харукі Муракамі.

## Сюжет
Дія відбувається у 60-ті роки ХХ століття. Студент Тору Ватанабе після самогубства свого друга Кідзукі їде вчитися в Токіо. Через деякий час він зустрічає дівчину Кідзукі — Наоко. Між ними виникає роман, але у Наоко розвивається психічне захворювання, вона потрапляє до психіатричної лікарні, що розташована далеко в горах Японії. Тору Ватанабе глибоко переживає трагедію свого друга Кідзукі та Наоко. Водночас він спостерігає зі сторони за бурхливими соціальними протестами в Японії та за студентським протестним рухом ставлячись до суспільства скептично, стає естетом. Він зустрічає іншу дівчину на ймення Мідорі, але стосунки між ними заплутані. Тору стикається з цинічними людьми і відчуває себе чужим в цьому світі. В цей час Наоко здійснює самогубство в психіатричній лікарні. Тору Ватанабе відчуває глибоке психологічне потрясіння і не знає як жити з цим всім далі.

## У ролях
- Рінко Кікучі — Наоко
- Кеніті Мацуяма — Тору Ватанабе
- Кіко Мідзухара — Мідорі
- Тецудзі Тамаяма — Нагасава
- Кенго Кора — Кідзукі
- Рейка Кірісіма — Ісіда Рейко
- Еріко Хацуне — Кадзумі
- Сигесато Ітої — професор
- Харуомі Хосоно — власник музичного магазину
- Юкіхіро Такахасі — охоронець

## Нагороди та номінації
- 2010 — участь в основному конкурсі 67-го Венеційського кінофестивалю
- 2010 — приз Muhr Asia Africa за найкращу музику на Дубайскому кінофестивалі (Джонні Ґрінвуд)
- 2011 — приз ФІПРЕССІ на 30-му Стамбульському міжнародному кінофестивалі (Чан Ань Хунг)
- 2011 — Азійська кінопремія за найкращу операторську роботу (Марк Лі Пінбін)
- 2011 — номінації на Азійські кінопремії: найкраща актриса (Рінко Кікуті), найкращі костюми (Люгерн Єн Кхе)

## Саундтрек
Крім оригінальної музики Джонні Ґрінвуда і титульної пісні «Norwegian Wood» групи The Beatles, у фільмі звучать композиції групи Can «Mary, Mary, So Contrary», «Bring Me Coffee or Tea», «Don’t Turn the Light On, Leave Me Alone» і «She Brings The Rain», «Indian Summer» групи The Doors (пісня не ввійшла в альбом з саундтреком).
| No. | Translation                                                                     | Japanese title                            | Romanization                                   |
| --- | ------------------------------------------------------------------------------- | ----------------------------------------- | ---------------------------------------------- |
| 1.  | "Bit About Yourself, You Want to Properly"                                      | もう少し自分のこと、きちんとしたいの      | Mō sukoshi jibun no koto, kichinto shitai no   |
| 2.  | "Meadows, Wind, Groves"                                                         | 草原、風、雑木林                          | Sōgen, Kaze, Zōkibayashi                       |
| 3.  | "Mary, Mary, So Contrary" (з альбому «Monster Movie» гурту «Can»)               | "Mary, Mary, So Contrary"                 |                                                |
| 4.  | "Since I'll Come to See You Again"                                              | また会いに来るからね                      | Mata ai ni kurukara ne                         |
| 5.  | "Don't Read Things That Have Not Had the Baptism of Time"                       | 時の洗礼を受けていないものを読むな        | Toki no senrei o ukete inai mono o yomu na     |
| 6.  | "Reiko"                                                                         | レイコ                                    | "Reiko"                                        |
| 7.  | "Bring Me Coffee or Tea" (з альбому «Tago Mago» гурту «Can»)                    | "Bring Me Coffee or Tea"                  |                                                |
| 8.  | "Naoko Has Died"                                                                | 直子が死んだ                              | Naoko ga shinda                                |
| 9.  | "Shut Up Like a Good Boy"                                                       | いい子だから黙ってて                      | Ii ko dakara damattete                         |
| 10. | "I Walked About Aimlessly"                                                      | あてもなく歩き回った                      | Atemonaku arukimawatta                         |
| 11. | "Quarter Tone Bloom"                                                            | クォーター・トーン・ブルーム              | Kwōtā tōn burūmu                               |
| 12. | "Don't Turn the Light On, Leave Me Alone" (з альбому «Soundtracks» гурту «Can») | "Don't Turn the Light On, Leave Me Alone" |                                                |
| 13. | "When You Take Me, Take Only Me"                                                | 私をとるときは私だけをとってね            | Watashi o toru toki wa watashi dake o totte ne |
| 14. | "Severe Auditory Hallucinations"                                                | 激しい幻聴                                | Hageshii genchō                                |

## Критика
На сайті Rotten Tomatoes фільм отримав позначку «свіжий» та має рейтинг 74% на основі 65 відгуків. На Metacritic середня оцінка фільму, на основі 19 рецензій, становить 58 зі 100.